# ソバナ
ソバナ（岨菜、蕎麦菜・杣菜、学名： Adenophora remotiflora）は、キキョウ科ツリガネニンジン属の多年草。和名は「杣菜（そまな）」と漢字で書かれ、杣は木こりのことを指した言葉で、山道に生える菜の意味がある。

## 分布と生育環境
日本では本州、四国、九州に、アジアでは朝鮮半島、中国に分布する。平地沿いの低山から山地の草原や林内、林縁、沢沿いなどの、やや湿った傾斜地などに、大小の集団を作って自生する。

## 特徴
多年生草本。茎はやや傾斜して直立し、高さは40 - 100センチメートル (cm) ほどになり、中空で折ると白い乳液が出る。乳液はキキョウほど強くはない。葉は茎に互生し、茎の下部につく葉には葉柄がある。葉柄のつく葉の形は広卵形で、花がつく茎の上部は広披針形になり、いずれも葉の先は尖り基部はほぼ円形、縁ははっきりした鋭い鋸歯状がある。ほとんど無毛で、若葉のときは強い光沢がある。
花期は夏（8 - 9月ごろ）。枝の先が分かれて青紫色の円錐状に近い鐘形の花をややまばらに咲かせる。大きい株になると枝を数段に互生させ、多数の花をつける。花のがく片は披針状で全縁。雌しべは突出する。花冠の先は5裂し、先端は少し反り返る。

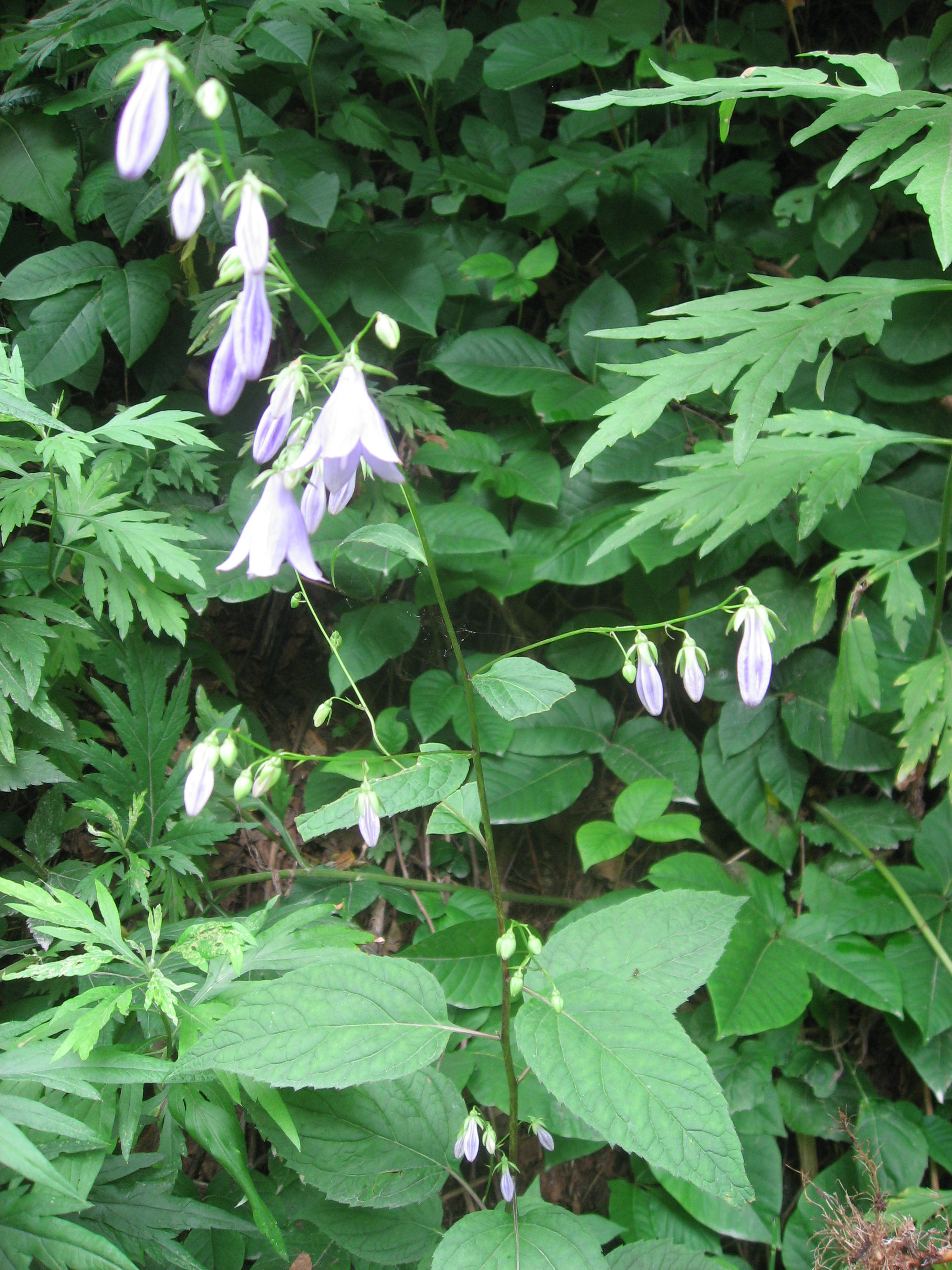
茎の下部につく葉には葉柄がつく

## 山菜
春の出たばかりの黄色味を帯びている若い芽は、山菜として食用にされる。採取時期は関西以西が4月、関東地方が4 - 5月、東北・中部の寒冷地は5月ごろとされ、根元から摘んで採取する。さっと茹でて水にさらし、おひたし、酢の物、ごま・酢味噌などの和え物などにし、生のまま天ぷら、汁の実にする。クセがほぼないためさまざまな料理に使える。歯切れがよく美味であり、飢饉の時には蕎麦の代用品として主食同様に用いられたと推測される。花は軽く茹でて酢の物にできる。

## 近縁種
- ツリガネニンジン 釣鐘人参、学名：Adenophora triphylla var.  japonica
- フクシマシャジン 福島沙参、学名：Adenophora divaricata